# Efrain Chacurian
Efraín "Chico" Chacurian (Córdoba, 22 de febrero de 1924 - Stratford, 15 de febrero de 2019) fue un futbolista argentino-estadounidense de origen armenio. Jugó cuatro partidos internacionales, anotando un gol, como miembro de la selección nacional de Estados Unidos en 1953 y 1954. Fue incluido en el National Soccer Hall of Fame en 1992.

## Carrera profesional
Chacurian nació en Córdoba, Argentina, hijo de padres inmigrantes armenios. En 1939 fichó por el Racing Club de la Primera División de Argentina. Tenía quince años en ese momento. En 1947, a la edad de veintitrés años, emigró hacia Estados Unidos para vivir con familiares de su madre mientras buscaba trabajo, luego de que una huelga de jugadores en Argentina lo dejó sin dinero.
Cuando llegó a Nueva York, se unió a los semi-profesionales armenios neoyorquinos de la Liga del Distrito Este de Nueva York. En los seis meses que pasó con los armenios, fue nombrado MVP de la liga, ya que su equipo se llevó el título de liga. Esto le llamó la atención de Brooklyn Hispano de la American Soccer League (ASL). Fichó por Hispano en 1947.
Cuando no jugaba, Chacurian tuvo varios trabajos secundarios, incluido el tiempo como impresor y como relojero. También jugó con varios equipos All Star contra clubes nacionales y profesionales europeos visitantes. Esto incluyó partidos en 1949 contra Escocia, el Inter de Milán y los Celtic de Glasgow.
Sin embargo, en el otoño de 1949, Chacurian consideró regresar a Argentina. Como lo relató, "compré un boleto para ir a casa y visitar a mi familia. Tomó 18 días llegar a Argentina. Vi a mi madre y volví a jugar fútbol profesional allí. Todo salió bien, pero me di cuenta de que ya no puedo vivir aquí. Estados Unidos me esta haciendo volver". Regresó a los Estados Unidos a fines de febrero de 1950. Luego se unió al New York Swiss de la German American Soccer League (GASL) y pasó las siguientes ocho temporadas con el suizo. En 1958, se mudó a Bridgeport City en Connecticut.

### Selección nacional
En 1949, Estados Unidos inició los preparativos para la Copa Mundial de la FIFA 1950. Si bien el equipo había considerado agregar a Chacurian a la lista, su regreso a Argentina para visitar a su familia en 1949 lo llevó a no ser seleccionado para el equipo. Chacurian no fue llamado a Estados Unidos hasta el 8 de junio de 1953, cuando el equipo perdió 6-3 ante Inglaterra. Jugó los primeros tres partidos en 1954 cuando Estados Unidos intentaba clasificar para la Copa Mundial de la FIFA de 1954. Después de dos derrotas ante México, Estados Unidos quedó fuera de la copa. Sin embargo, el equipo tenía dos partidos de clasificación más contra Haití aún por jugar. Chacurian jugó tanto en derrotas ante México como en el primer partido contra Haití. En ese juego, una victoria por 3-2 en Puerto Príncipe, en donde Chacurian anotó, fue su último partido con la selección nacional.

### Carrera como entrenador
Después de retirarse del juego, Chacurian ingresó a las filas de los entrenadores como asistente en la Universidad Estatal del Sur de Connecticut. Pasó diez años en el sur de Connecticut.
En el otoño de 1972, la Universidad Yale contrató a Chacurian como entrenador de fútbol de primer año en Yale. Durante su primera temporada, Chico guio al equipo a una temporada invicta (10-0) y estableció una cultura de victoria y camaradería; sus cargos anotaron 34 goles y solo cuatro anotaron contra ellos, registrando siete blanqueadas consecutivas e incluso venciendo al equipo universitario de Yale. En 1976, cuando a los estudiantes de primer año se les permitió unirse al equipo universitario directamente, y la Ivy League suspendió el fútbol de primer año a favor de un programa de equipo universitario junior, la Universidad de Yale trasladó a Chacurian para trabajar tanto en los programas de fútbol masculino como en el femenino. En mayo de 1989, se convirtió en el entrenador en jefe de Bridgeport College después de servir como entrenador asistente durante seis años. También ganó cinco títulos de liga como entrenador del Bridgeport Vasco da Gama entre 1974 y 1980.

## Vida privada
Chacurian vivía en Stratford, Connecticut y tiene un campo de fútbol en Short Beach que lleva su nombre. En 1992, fue incluido en el Salón de la Fama del Fútbol Nacional.
Falleció el 15 de febrero de 2019 a los 94 años en Connecticut. En el momento de su deceso era el goleador vivo más antiguo de la selección de Estados Unidos. También al momento de su fallecimiento le sobrevivían su esposa de 65 años, Florence, tres hijas, Janet Padgett, Louise Iwanski y Nancy Vivieros, cuatro nietos y un bisnieto.

## Estadísticas de carrera

### Goles internacionales
| 1.                               | 3 de marzo de 1954 | Estadio Paul Magloire, Puerto Príncipe, Haití | Haití | 2-3 | Ganador | Copa Mundial de la FIFA 1954 Q. |
| Correcto al 27 de agosto de 2011 |                    |                                               |       |     |         |                                 |